# NGC 3840
NGC 3840 (również PGC 36477 lub UGC 6702) – galaktyka spiralna (Sa), znajdująca się w gwiazdozbiorze Lwa. Odkrył ją Heinrich Louis d’Arrest 8 maja 1864 roku. Należy do gromady galaktyk Abell 1367.